# 姜恩惠 (手球运动员)
姜恩惠（韩语： Kang Eunhye，1996年4月17日—），京畿道九里市出身，是一名韩国女子手球运动员，场上位置是进攻球员，曾就读于韩国体育大学。她于2015年进入国家队，2017年首次随队参加世界锦标赛，2018年随队在亚洲运动会上获得金牌。她最大的优势在于其身高，17岁时便已有1米85。